# Paraliteratura

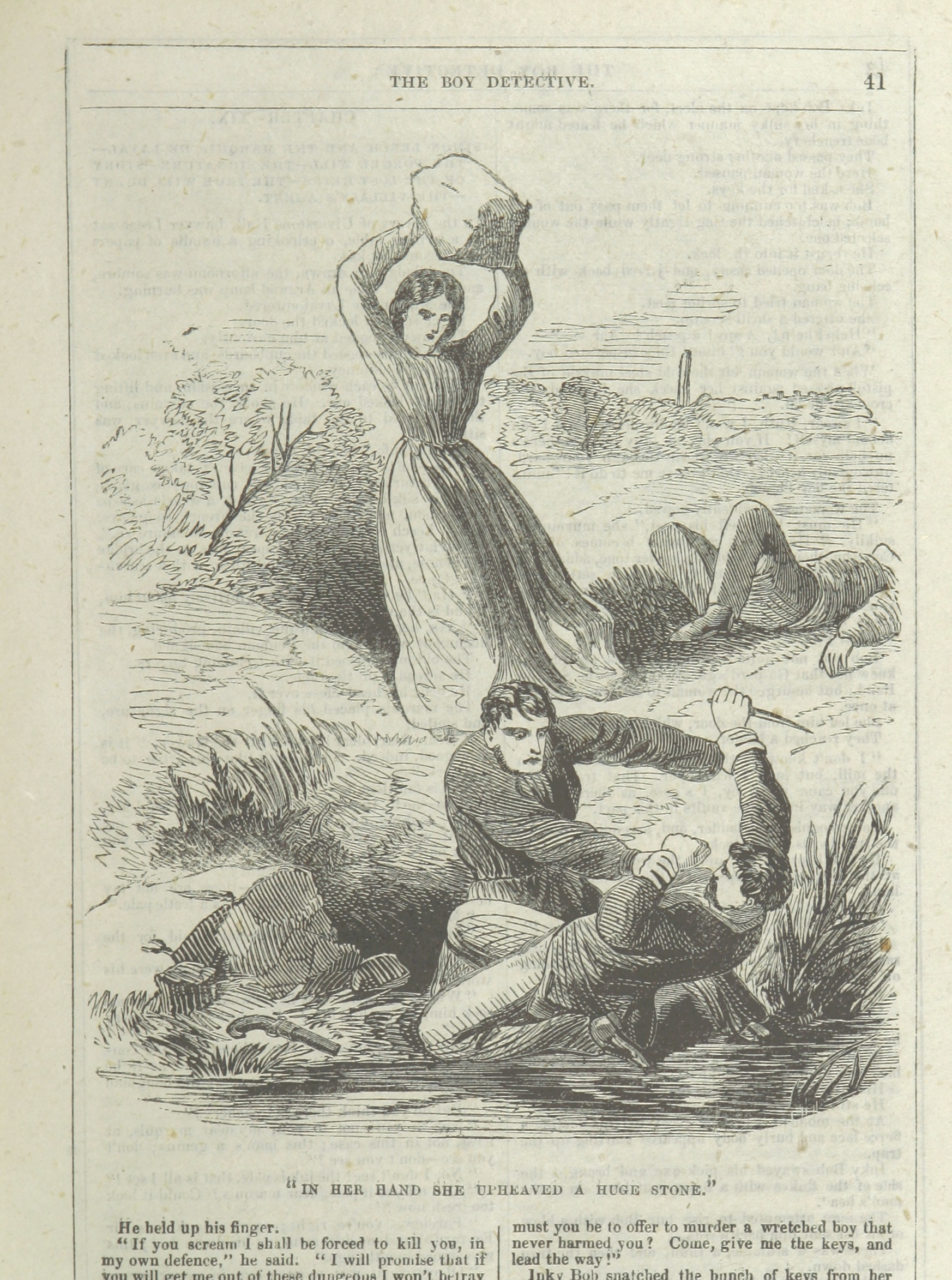
Es una imagen ilustrativa sobre la paraliteratura.

La paraliteratura comprende obras escritas que son desestimadas como no literarias. En general, el término se refiere a toda forma de escritura que se encuentra en los bordes de la institución literaria, es decir, el corpus de textos cuyo estatus literario es incierto debido a la ausencia de reconocimiento sin que sean plenamente identificables con otra disciplina de escritura (como la historia, el periodismo, etc.). Esta noción se utiliza principalmente para designar las diferentes formas de literatura popular, tales como la novela de aventuras, la novela policíaca, la novela rosa, la ficción popular, la ficción pulp, los cómics y en particular la ficción de género (incluyendo obras de ciencia ficción, fantasía, misterio y otras).

## Formas
Las paraliteraturas son relativamente numerosas. Se pueden clasificar en grandes grupos como:
- literatura especulativa (novela policíaca, novelas de ciencia ficción, fantastique, utopía y distopía)
- literatura de aventuras (novela de espionaje, novela de aventuras y novela del oeste)
- literatura con tendencia psicológica (novela rosa, novela erótica, novela pornográfica)
- literatura icónica (fotonovela, historieta, novela gráfica)
- literatura documentada (novela histórica, novela crónica, novela rural y novela de crimen real)

Todas estas literaturas siguen siendo con frecuencia despreciadas por la academia, salvo en lo que concierne al fantastique, la novela histórica y ahora la novela policíaca, pero algunas universidades ofrecen cursos que permiten el descubrimiento de la literatura popular. 
La literatura digital es literatura que permite que obras literarias ya existentes sean puestas en línea o crear otras nuevas. Las obras se publican en una plataforma virtual que utiliza el dispositivo informático como medio.

## Análisis
El término de paraliteratura fue acuñado por la crítica de arte y académica Rosalind Krauss en su texto "Posestructuralismo y lo "Paraliterario""(1980). Krauss abrió el género para permitir una yuxtaposición de las obras de Roland Barthes y Jacques Derrida. Según Krauss, lo paraliterario es «el espacio de debate, cita, partidismo, traición, reconciliación; pero no es el espacio de unidad, coherencia o resolución que pensamos constituye el trabajo de la literatura».: 37 Vincula lo paraliterario con la literatura posmoderna, señalando que "no es sorprendente que el medio de una literatura posmodernista deba ser el texto crítico elaborado en una forma paraliteraria".  : 37
Sobre el término "paraliteratura", Ursula K. Le Guin comentó que "existe. Lo que digo es que no quiero perpetuar esta división. Así que siempre lo pongo entre comillas o hago algo para mostrar que estoy rechazando una palabra que tengo que usar ". : 182